# I. Márton pápa
I. Szent Márton (latinul: Martinus), (kb. 590 – 655. szeptember 16.) volt a történelem 74. pápája 649 júliusától 653-ig. Hosszú ideje az első olyan egyházfő volt, aki nem kérte ki Bizánc engedélyét felszentelésére. Vallásossága a monothelétizmus ellen fordította, ami akkoriban egyet jelentett azzal, hogy a pápa a konstantinápolyi pátriárka és II. Kónsztasz császár esküdt ellensége volt. Ez a vita határozta meg pontifikátusának gerincét, és ez vezetett el vértanúhaláláig.

## Élete
A Tiberis folyó partján fekvő Todi városában született a mai Umbriában. Apját Fabriciusnak hívták. Életrajzírói szerint nemes származású volt, és iskoláiban hamar kitűnt tiszteletet parancsoló értelmével, nagy szorgalmával és a szegények iránti érzékenységével. A papi pályára lépett, és 642-ben I. Theodórosz pápa konstantinápolyi követének nevezte ki, és a birodalmi fővárosba küldte, hogy rendezze kánonokba az eretnek Pürrhosz pátriárka leváltását. Egészen 649-ig maradt meg legátusi tisztségében. Ebben az időben megismerhette a monotheletizmust, és a császári udvar valamint a pátriárka magatartását. Amikor a pápa betegeskedni kezdett, Márton visszatért Rómába. Theodorus halála után a római zsinat 649. július 21-én az egyház vezetésére választotta meg. Márton nem akarta hivatalát egy eretnek engedélyéhez kötni, ezért császári megerősítés nélkül másnap fel is szentelték. 

A lelkes és vakmerő pápa első dolga volt, hogy Lateránba zsinatot hívjon össze. 649 októberében 105 püspök jelent meg a zsinaton főleg Itáliából, de Afrika és a Kelet egyes egyházmegyéiből is érkeztek a gyűlésre. A zsinaton elítélték az Ecthesist és II. Kónsztasz Tüposzát is, mint a monotheletizmus szellemében írott műveket. Kiátkozták az egyházból Sergiust, Pürrhoszt, II. Pál pátriárkát és Alexandriai Küroszt. A hivatalos megbeszélésen húsz kánonban foglalták össze a zsinat eredményeit és a katolikus álláspontot Jézus két természetéről. Miután a zsinatról készült hivatalos iratot aláírta a pápa és a jelenlévő püspökök, Márton elküldte azt a keresztény világ minden püspökének, és görög változatát a bizánci udvarba is.
II. Konstans őrjöngött a haragtól, amikor Márton levelét megkapta. Pál rábeszélte a császárt, hogy valamit sürgősen tennie kell Márton ellen. Az uralkodó kinevezte Olümpioszt itáliai exarchának, és Rómába küldte, hogy próbálja megváltoztatni a pápa véleményét, egyebek között a Tüposzról is. A császár bizalmasa akkor érkezett meg Rómába, amikor a zsinat még nem oszlott fel. Olümpiosz megpróbált Bizánc-párti főpapokat találni a gyűlésen, kevés sikerrel. Végül azt színlelte, hogy elfogadja a zsinat döntéseit, és ennek megerősítéseképp azt kérte, hogy Márton személyesen áldoztassa meg. A császári besúgó megpróbálta megölni a pápát, amikor az elé állt a kehellyel, de nem járt sikerrel. Olümpiosz elmenekült Rómából, és Szicília szigetére ment, ahol a szaracénok elleni harcokban életét vesztette. 

A császár elhatározta, hogy eltávolítja Mártont a pápai trónról, így új exarchát nevezett ki Theodorosz Kalliopasz személyében. 653. június 15-én érkezett meg az örök városba az új császári képviselő. Két nappal ezután fegyveresek élén betört a Lateránba, és ott közölte a klérussal, hogy parancsa van Márton trónfosztására és letartóztatására, mert bitorolja a legfőbb egyházi hivatalt. A császári üzenet szerint a pápaválasztó zsinatnak új egyházfőt kell választania, mert Mártont a bizánci hajók Konstantinápolyba viszik. Hogy elkerüljék a felesleges vérontást a pápa beleegyezett letartóztatásába.
A hajóút sok szenvedést hozott a szent rabnak. A krónikák szerint 654. szeptember 17-én ért a birodalmi fővárosba Márton hajója. Addig csak Nakszosz szigetén álltak meg pihenni. Miután a hajó kikötött Konstantinápolyban, az eretnekséggel és lázadással vádolt pápát, aki Isten és az állam ellensége volt a fővárosban több órán keresztül a fedélzeten hagyták kikötve, ahol az összegyűlt tömeg megdobálta és megszégyenítette. Este felé átvitték a Prandearia nevű börtönbe, ahol 93 napon keresztül tartották fogva. Éhség, szomjúság és hideg is kínozta Mártont, de hitét nem veszítette el egy pillanatra sem. December 19-én egy császári tanács elé vitték, ahol több vádat is felhoztak ellene, de valójában mindegyik a Tüposz elutasítására utalt. A pápa megtartotta nézeteit, ezért a császár egy téren szinte teljesen levetkőztette, és láncra verve körbe vezettette a városban. A tömegek pedig szitkokat szórtak Mártonra, majd Diomédész börtönébe zárták. II. Pál pátriárka halála után Konstans felhagyott a pápa sanyargatásával, így 85 nap után felhozatta a börtönből és száműzte Mártont Kherszonészoszba. Ez a város a mai Krím-félszigeten fekszik, és akkoriban éhség pusztította országrész volt. 655. május 15-én érkezett meg száműzetésének helyére, ahol szeptember 16-án meghalt. A félsziget lakói között nem hagyott fel a térítéssel, és a krónikák szerint több csodát is tett. Testét a Kherszonészosz közelében emelt Miasszonyunk (vagy más néven Blachernae) templomban helyezték örök nyugalomra. Relikviáit később Rómába szállították. Szentté avatták, ünnepét április 13-án tartják.

## Művei
- Documenta Catholica Omnia (latin nyelven). (Hozzáférés: 2011. december 6.)